# Esposados
Esposados es un cortometraje dirigido en 1996 por Juan Carlos Fresnadillo, con el que consiguió 40 premios nacionales e internacionales y el cual fue candidato al Oscar al mejor cortometraje de ficción.

## Reparto
- Pedro Mari Sánchez (Antonio)
- Anabel Alonso (Concha)
- Germán Cobos (Comisario)
- Ursula Siemens (Sra. Guerrero)
- Mónica Pérez (Chica Sueño)
- Juan Francisco Expósito (Tomás, el pintor)

## Premios
- Nominado a los Óscar como mejor cortometraje.